# Nicasio Oroño
Nicasio Victorino Oroño (Coronda, Argentina; 20 de julio de 1825 - Santa Fe; 12 de octubre de 1904) fue un jurista y político argentino, gobernador de la provincia de Santa Fe entre 1864 y 1868.

## Biografía
Nicasio Oroño nació el 20 de julio de 1825 en la localidad de Coronda, Provincia de Santa Fe; hijo del coronel unitario Santiago Oroño y Juana Ávila Baigorria. Cursó estudios secundarios en el Colegio de Ciencias Morales, que más tarde recibiría el nombre de Colegio Nacional de Buenos Aires. A los 16 años tomó las armas para acompañar a su padre y participó de las campañas dirigidas por Juan Lavalle y José María Paz.
En 1852 participó de la Batalla de Caseros, formando parte de las tropas entrerrianas al mando de Ricardo López Jordán, una de las divisiones del Ejército Grande.
Se casó el 18 de febrero de 1854 con Joaquina Cullen, hija de Domingo Cullen, que fuera gobernador de Santa Fe.
Con la intención de que la provincia creciera, en 1854 envió una carta a Justo José de Urquiza, presidente de la Confederación Argentina, proponiéndole un plan de organización institucional para Rosario, propuesta que fue aprobada logrando que se promulgue un ley al respecto. El 17 de agosto de ese año fue nombrado administrador de Aduanas.
Una vez promulgada la ley que declaraba ciudad a Rosario, el gobernador de la provincia, José María Cullen cuñado de Oroño, nombró a este jefe político de la ciudad.
En 1860 representó a Santa Fe, junto a Marcelino Freyre, en la Convención Constituyente reunida para reformar la Constitución Argentina.
Fue elegido diputado nacional en 1862, pero en 1865 renunció al cargo para ocupar la gobernación de Santa Fe, tras ser electo luego de haber sustituido por delegación a Patricio Cullen. Durante su mandato impulsó la organización institucional de la provincia. Sancionó la primera ley provincial de matrimonio civil de la cual se tiene noticias en el país el 18 de septiembre de 1867.

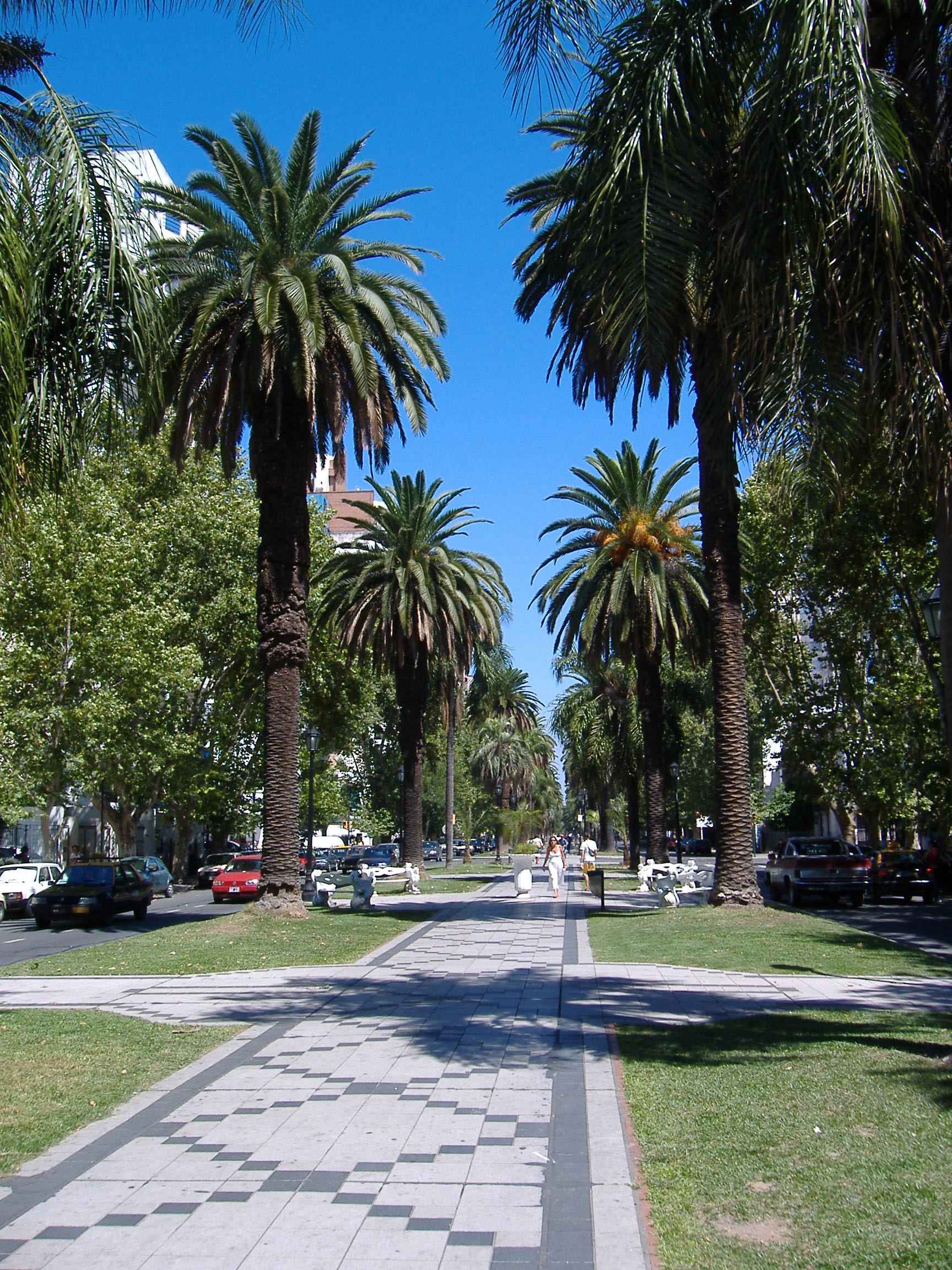
Bulevar Oroño.

A fines de enero de 1868 estalló una revolución en la capital, dirigida por Mariano Cabal y Simón de Iriondo, que logró derrocar a Oroño; este no renunció, pero abandonó la capital, lo cual fue interpretado como abandono de su cargo, por lo que el gobierno fue asumido por Domingo Crespo el 2 de febrero; este presidió las elecciones del sucesor de Oroño, en que triunfó Cabal, el cual asumió el gobierno el 9 de abril, sin que Oroño hubiera reasumido el gobierno.
Luego de finalizado su mandato, en 1868 fue elegido senador nacional, y desde su cargo promovió la colonización y expansión del país.
En 1891, tras un período de inactividad política, fue nombrado director de la Oficina de Tierras y Colonias de la Nación, pero fue destituido por sus diferencias políticas con el presidente Luis Sáenz Peña.
Durante 1899 fue elegido diputado constituyente para la convención que, al año siguiente, sancionaría la Constitución de la provincia de Santa Fe.
Para 1902 fue nuevamente elegido diputado nacional, pero dos años más tarde —el 12 de octubre de 1904— falleció en la ciudad de Santa Fe.